# Шиманов, Николай Сергеевич
Николай Сергеевич Шиманов (27 июля 1901 – 26 декабря 1972) – советский военачальник, генерал-полковник авиации (04.02.1944).

## Биография
С 1918 года в РККА, участник Гражданской войны. С 1928 – в Военно-воздушных силах (политработник). В конце 1930-х годов служил в ВВС Ленинградского военного округа.
Участник войны с Финляндией, военный комиссар ВВС Северо-Западного фронта. По окончании войны – военный комиссар 41-й авиадивизии.
С начала Великой Отечественной войны – начальник ВВС 37-й армии. В декабре 1941 – январе 1942 военный комиссар ВВС Волховского фронта. С января 1942 года военный комиссар ВВС 50-й армии.
С марта 1943 года и до конца Великой Отечественной войны член Военного совета ВВС, одновременно — заведующий авиационным отделом ЦК ВКП(б).
В апреле 1946 года арестован. Вместе с бывшим наркомом авиапромышленности А. И. Шахуриным был обвинен в выпуске и приёмке на вооружение недоброкачественной авиационной техники (Авиационное дело) и в мае того же года приговорён военной коллегией Верховного суда СССР к 4 годам тюремного заключения. Освобождён в марте 1952 года и в мае 1953 года реабилитирован.
В 1954–1959 годах служил на ответственных должностях в Министерстве обороны СССР. С 1959 года в отставке.

Могила Н. С. Шиманова на Новодевичьем кладбище

Скончался 26 декабря 1972 года. Похоронен в Москве на Новодевичьем кладбище.

## Звания
- бригадный комиссар ВВС (19.09.1940)
- генерал-майор авиации (20.12.1942)
- генерал-лейтенант авиации (30.04.1943)
- генерал-полковник авиации (04.02.1944)

## Награды
- 2 ордена Ленина (07.04.1940; 21.02.1945)
- 3 ордена Красного Знамени (23.11.1942; 03.11.1944; 30.04.1954)
- 2 ордена Кутузова I степени (11.05.1944; 18.08.1945)
- орден Суворова II степени (19.08.1944)
- медали